# Cerchio d'Oro
Il Cerchio d'Oro (in islandese: Gullni hringurinn) è un percorso turistico molto frequentato nel sud dell'Islanda, che copre circa 300 km, partendo da Reykjavík fino agli altopiani del sud e ritorno. È l'area dell'Islanda che contiene più attività legate al turismo.
Il nome "Cerchio d'Oro" è un termine coniato e usato solo per questioni di marketing, privo di radici nella storia islandese.
Le tre principali tappe del percorso sono il Parco Nazionale Þingvellir, le cascate Gullfoss e l'area geotermale di Haukadalur, contenente i geyser Geysir e Strokkur. Il primo è dormiente da molti anni, il secondo, invece, continua ad eruttare ogni 5-10 minuti.
Altre soste tipiche sono il cratere vulcanico Kerið, la città di Hveragerði, la cattedrale di Skálholt, il Nesjavellir e gli impianti termali Hellisheiðarvirkjun.

## Galleria d'immagini

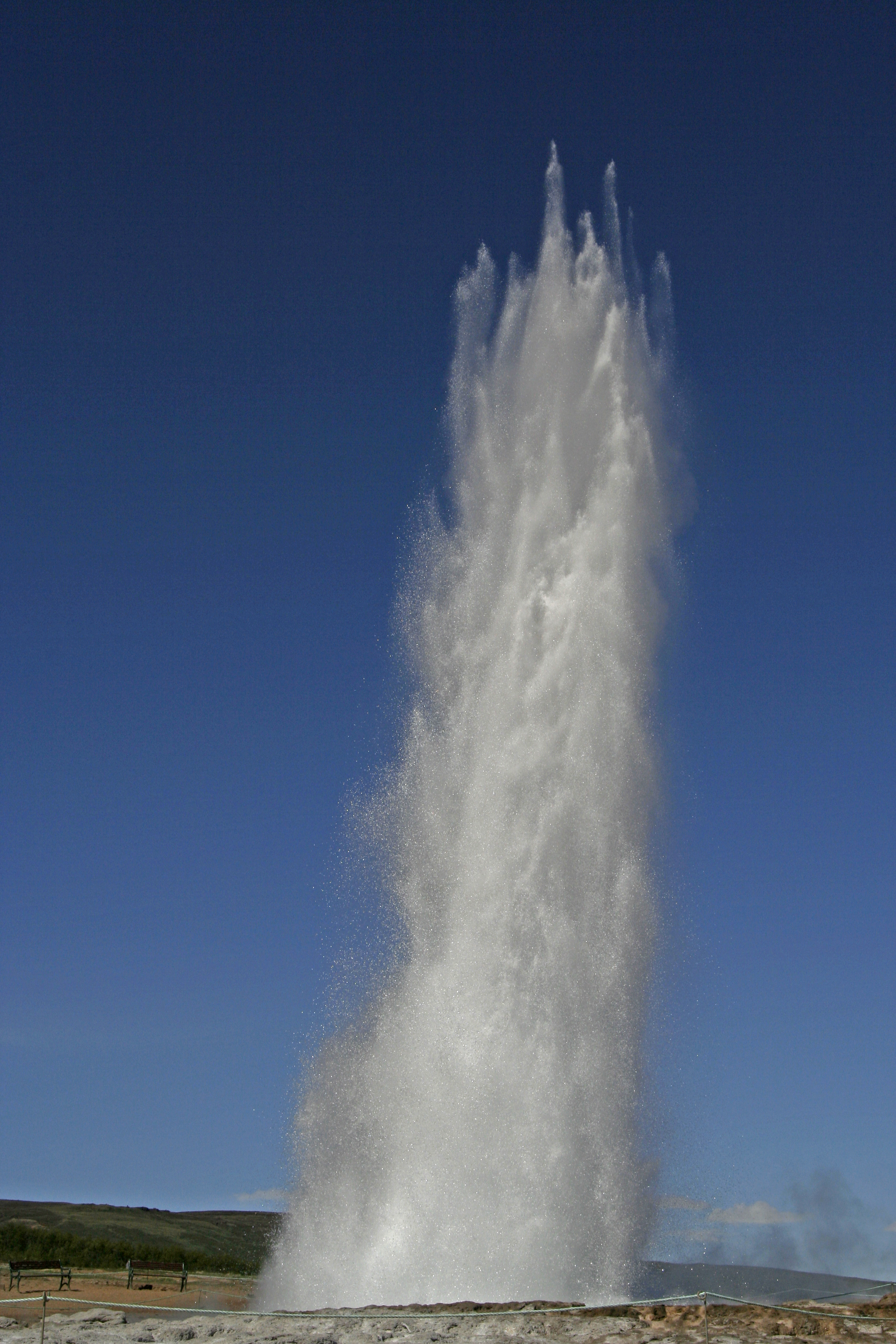
Strokkur
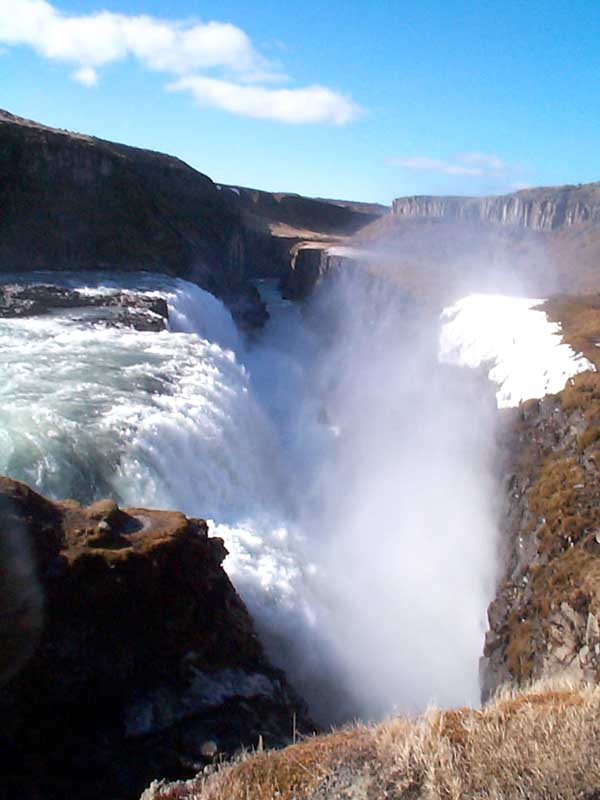
Cascate Gullfoss
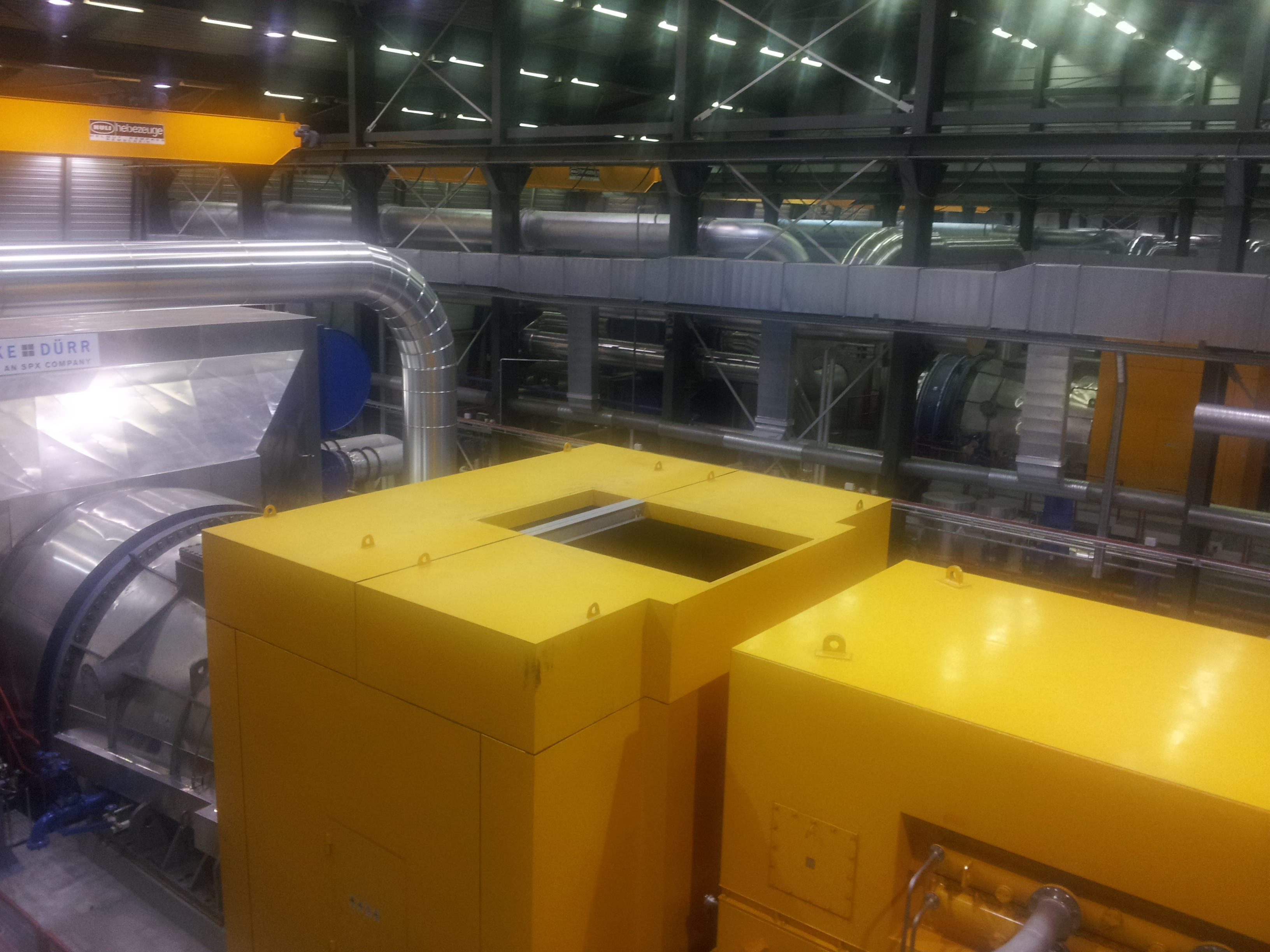
Turbina e generatore di Hellisheidavirkjun
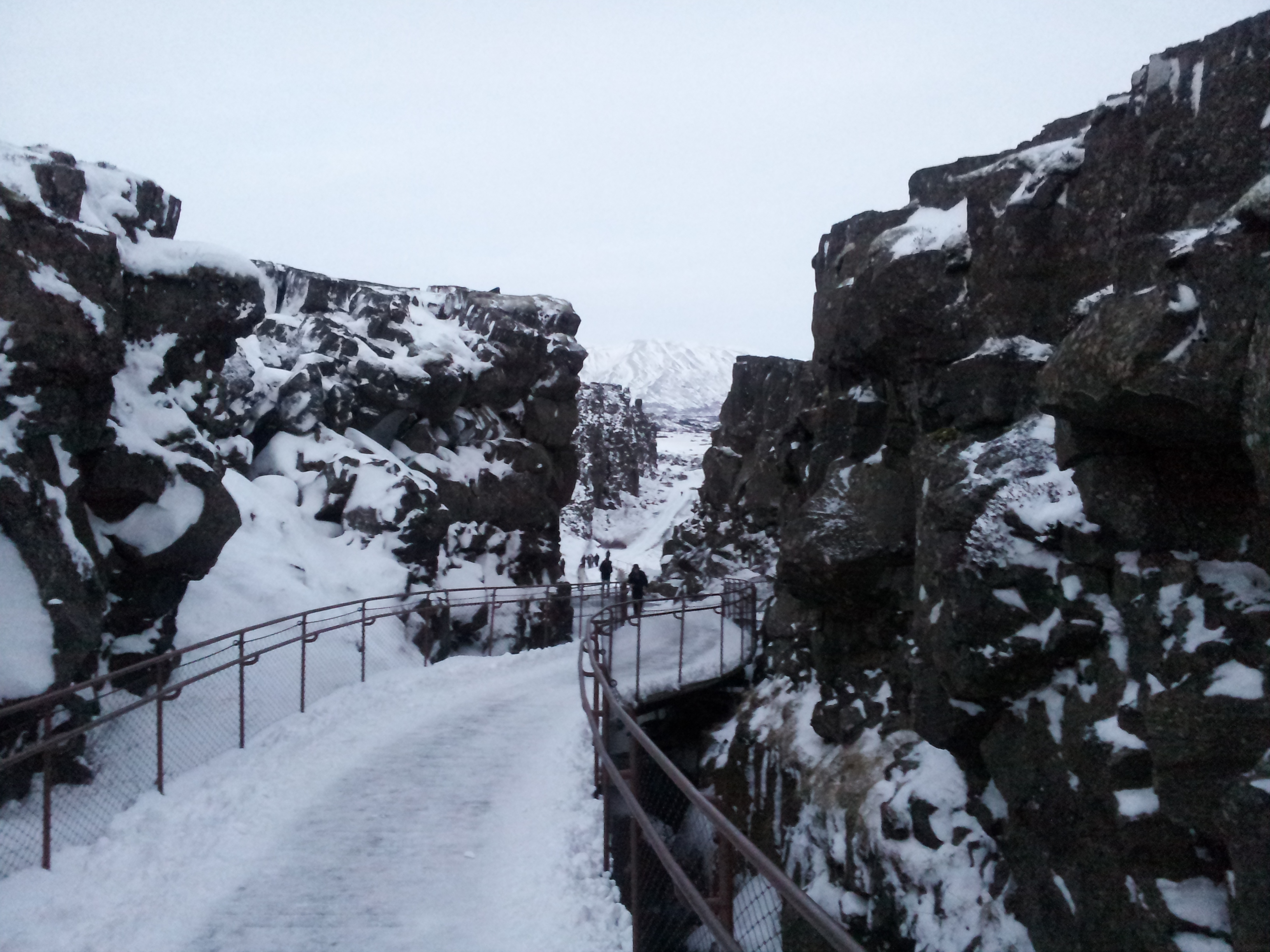
Parco Nazionale Þingvellir